# Ponta
Ponta是日本三菱商事旗下公司「Loyalty Marketing, Inc.」（下簡稱LM）營運之「點數服務系統」（客戶忠誠管理系統），境外服務目前於印尼提供。
臺灣版由東森媒體集團旗下之東森整合行銷公司，於2014年末開始，以「得易Ponta」名義進行營運，其後於2018年12月31日，因東森整合行銷調整經營模式之故而停止營運。

## 历史

台灣版「得易Ponta」與「OK超商」推出的「OK好利聯名卡一卡通」

2010年3月1日，Ponta集點服務由三菱商事旗下之LM公司公開發行，當時與株式會社Geo、LAWSON進行整合，於發行初期順利移轉並確保了近兩千萬位會員的資格，並確立了會員數三千萬與加盟業者三十間的目標。
後來，目標比預期更快達成，2014年1月，會員數突破六千萬，而到2014年12月，則有80間大型特約商加盟此一服務。
2014年4月30日，LM與綜合情報公司里庫路特（Recruit）訂定了資本與業務提攜契約後，Ponta也在2015年春季，順利將「Recruit Card」會員系統整合至Ponta體系。
2014年12月1日，日本LM與台灣的東森媒體集團合作，發行「得易Ponta」聯名集點卡，初期提供旗下之森森百貨、東森購物等通路消費回饋優惠，結合一卡通票證，於萊爾富、OK超商提供集點服務（前者於Life-ET機台提供任一版本一卡通之會員綁卡服務，後者更推出結合一卡通票證功能的實體會員卡「OK好利聯名卡」），2015年冬季，日本卡服務啟用，但由於該虛擬卡整合於行動應用程式而未發行實體卡片，因此除大多數在日本境內合作的實體商店之外，日本Ponta的部分線上服務，不一定能透過台灣推出的日本卡集點。
而台灣的「得易Ponta」至2018年為止，擁有659萬以上的會員，特約商品牌數102家、特約商門市數2843家。
2015年春季，Ponta在印尼開啟新的當地化集點服務，是第二個日本以外使用Ponta集點服務的地區，雖然形象圖與吉祥物沿用日本版，但集點服務只限印尼地區商家，並無跨國功能。
2015年8月，Ponta推出「Ponta Play」遊戲平台入口網站，結合旗下的網頁服務與行動遊戲，讓用戶可透過行動遊戲進行累點的功能。
由於2018年8月1日，東森整合行銷推出「東森幣」點數服務，台灣版的「得易Ponta」已確定於2018年12月31日終止服務，台日點數互換服務則提前至2018年11月30日結束，台灣地區因而成為第一個因為當地合作商轉換經營模式下結束的日本境外點數服務區域。
2023年5月31日起，7-ELEVEN「OPEN POINT跨境旅遊集點護照」首波結盟日本三菱商事旗下公司「Loyalty Marketing, Inc.」經營的Ponta點數生態圈

## 名稱與吉祥物由來
「Ponta」本意是指「Point Terminal」，也就是溝通消費者與通路業者間的「點數端點服務」，其吉祥物的構思則是以「點數源源不絕地流動」（ポイントがポンポンたまる）為基礎所設計，識別標章結合「∞」的記號，用以凸顯點數「源源不絕」、「無限」的功能，而發行日3月1日也被作為其同名吉祥物的誕生日。
台灣的「得易Ponta」則是透過形象授權的方式，由LM授權給東森整合行銷，作為台灣當地的集點服務品牌代言吉祥物，2016年與原日本Ponta聯手導入資安管理制度，同年獲得國際認證，確立了會員忠誠服務的資安服務水準。

## 合作夥伴與通路
- 日本
  - HMV
  - LAWSON
  - 樂天Edy
- 台灣（2018年12月31日終止營運）
  - 東森整合行銷（引入、營運）
  - 萊爾富
  - OK超商
  - 中國信託商業銀行（點數交換服務）
- 印尼
  - 阿爾法零售集團
  - Glosis Kota Kasablanka
  - DAN+DAN
  - Es Teler 77（英语：Es Teler 77）

## 競爭對手
- 日本
  - T-Point（Culture Convenience Club）
  - d-Point(NTTドコモ)
  - R-Point(乐天 (Rakuten))
- 台灣
  - Happy Go（鼎鼎聯合行銷，目前使用最廣泛，HappyCash集點數）
  - UUPON（點鑽整合行銷，悠遊卡紅利點數）
  - Open Point（點數由統一超商發行，與愛金卡公司合作）
  - LINE POINTS (點數由LINE發行，與一卡通公司合作)

## 外部連結
- 日本Ponta（页面存档备份，存于）
- 台灣得易Ponta
  - 台灣得易Ponta的Facebook專頁
- 印尼Ponta（页面存档备份，存于）